# Andegawenia

Położenie Andegawenii na mapie Francji (1789)

Flaga Andegawenii

Andegawenia (fr. Anjou, łac. Andegavia) – kraina historyczna w zachodniej Francji, w dorzeczu dolnej Loary. 
W okresie rzymskim była zamieszkiwana przez galijskie plemiona Andekawów. W X wieku była hrabstwem francuskim. W 1154 przeszła w posiadanie Plantagenetów. W 1205 została odzyskana dla Francji przez Filipa II Augusta. Od 1360 znajdowała się jako księstwo w rękach dynastii Andegawenów neapolitańskich. W 1487 została ostatecznie włączona do Francji.